# Dansk energi
Dansk energi er en dansk dokumentarfilm fra 1978, der er instrueret af Per Ingolf Mannstaedt.

## Handling
Næsten halvdelen af den energi, vi bruger i Danmark, går til at varme vores huse op med. Truslen om nye energikriser bringer derfor befolkningen i en desperat situation. Filmen fortæller om nødvendigheden af alternative energiformer.